# Escape sekvence
Escape sekvence je v informatice označení pro speciální sekvence znaků (řídících znaků), které umožňují pozměnit standardní chování terminálu, interpretu atp. V programovacích jazycích nebo v příkazovém řádku se používají pro potlačení speciálního významu nějakého znaku (např. uvozovky) nebo pro vyvolání nějaké akce terminálu, kde sekvence není zobrazena, ale změní jeho chování (např. barvu písma, smazání obrazovky).
Jednotlivé escape sekvence začínají znakem Escape (decimální hodnota 27, viz ASCII), podle čehož se jmenují. Například sekvence znaků ESC, '0', ';', '3', '1', 'm' je ANSI escape sekvence, která vypsaná na kompatibilní terminál nezpůsobí zobrazení žádného textu, ale místo toho bude všechen následující text červený. Dále pak existují sekvence pro operace, jako například vymazání obrazovky, přesun kurzoru, smazání řádku, scrollování textu, změny mapování kláves a další.

## Další použití
Označení escape sekvence se někdy nesprávně používá pro označení formátovacích řetězců, které se hojně používají pro formátování hodnot v různých výpisech a pro formátování data (viz funkce strftime a printf ze standardní knihovny jazyka C).